# Katedra Świętych Apostołów Piotra i Pawła w Szawlach
Katedra Świętych Apostołów Piotra i Pawła w Szawlach (lit. Šiaulių Šv. apaštalų Petro ir Pauliaus katedra) – kościół rzymskokatolicki położony przy Aušros takas 3 w Szawlach. Zbudowany w 1 połowie XVII wieku w stylu manierystycznym, przebudowany w niewielkim stopniu na przełomie XIX/XX wieku. Podniesiony do roli katedry w 1997.

## Historia
Pomiędzy rokiem 1610 a 1616 zapadła decyzją o wzniesieniu obecnego kościoła, podjęta wspólnie przez starostę szawelskiego Mikołaja Krzysztofa Radziwiłła „Sierotkę” oraz biskupa wileńskiego Mikołaja Paca. Po śmierci „Sierotki”  budowie patronował Hieronim Wołłowicz, na co wskazuje herb na portalu prowadzącym do zakrystii. Kościół został zbudowany najpewniej niedługo przed 1634 rokiem, w którym został poświęcony przez biskupa żmudzkiego Jerzego  Tyszkiewicza (według innych źródeł kościół powstał w: 1595, 1617, 1625). Wzorem dla kościoła mogła być kaplica grobowa w Château d’Anet pod Paryżem, którą przed 1566 rokiem zaprojektował Claude de Foucque.

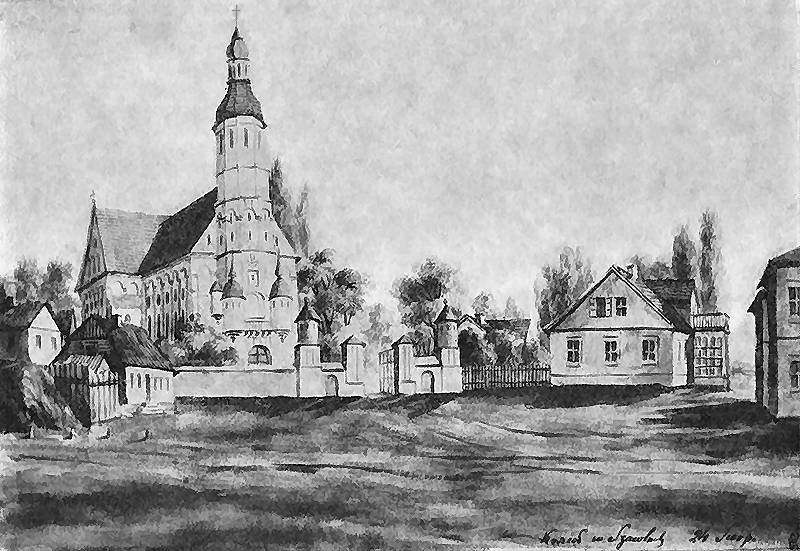
Kościół św. św. Piotra i Pawła w Szawlach w XIX wieku.

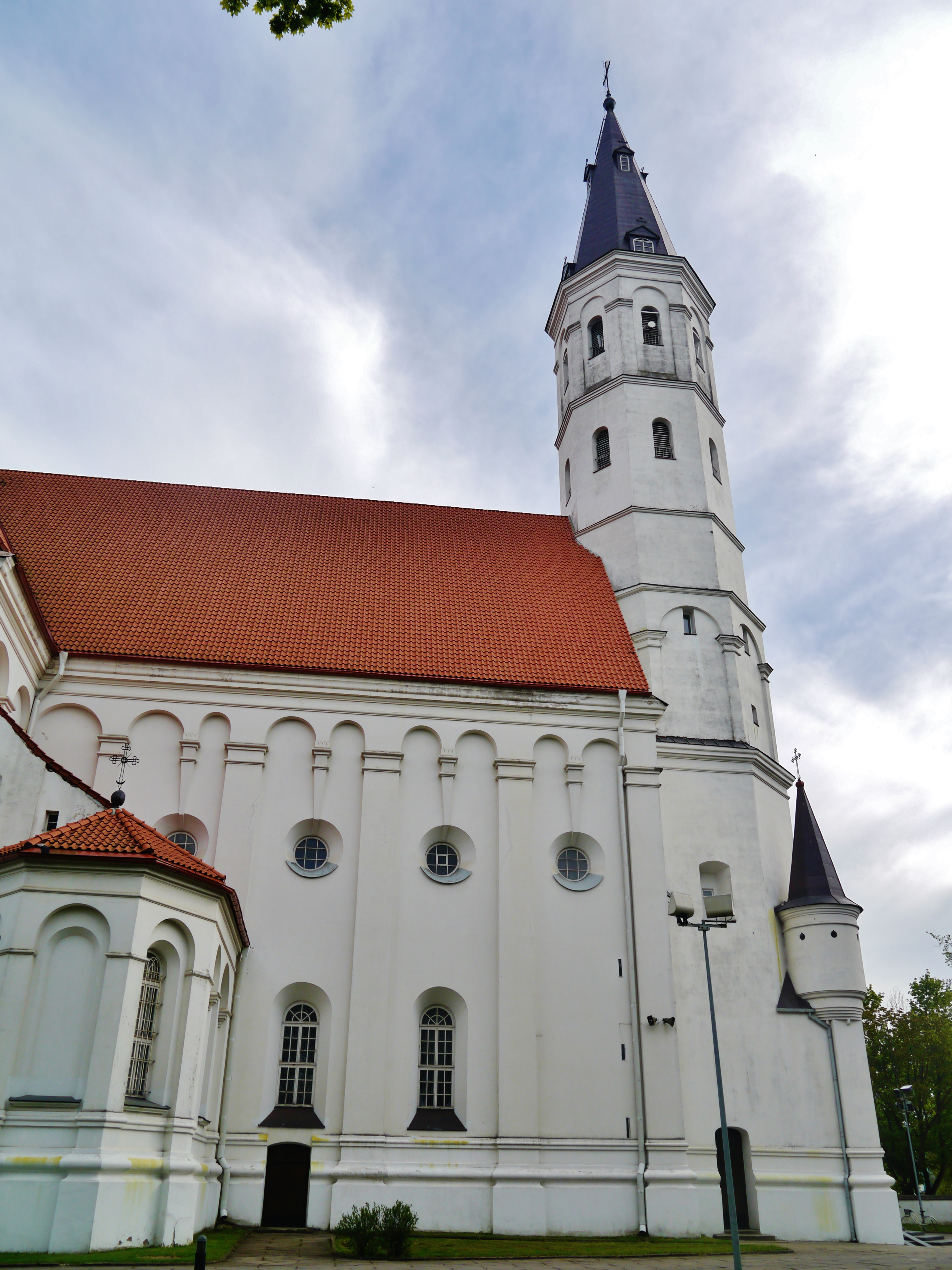

O obronnym charakterze kościoła w Szawlach decyduje obecność wąskich okienek strzelniczych umieszczonych w poszczególnych elewacjach i sześć nadwieszonych wieżyczek na rzucie okręgu wyposażone w otwory strzelnicze.
W końcu XIX wieku nastąpiła niewielka przebudowa podczas której podwyższono wieżę, dodając ostatnią kondygnację oraz wymieniono hełmy na wieży i na wieżyczkach. Do obiegającego trzecią kondygnację fryzu arkadkowego dodano pilastry. W latach 1911–1912 przebudowano oba aneksy dodając wieloboczne zamknięcia, a w roku 1924 obie kaplice boczne, w tym jedną, od strony północnej, na miejscu wcześniejszej kruchty.
Po zniszczeniach II wojny światowej odbudowany w latach 1951–1953.
Kościół charakteryzuje się ponad 70–metrową ośmioboczną wieżą zakończoną szpicem widoczną z każdego punktu miasta. W świątyni znajduje się cudowny obraz Matki Boskiej oraz XVIII-wieczne organy przeniesionymi tu z kościoła św. Trójcy w Kownie.